# عشرون بنس (عملة بريطانية)
العملة المعدنية البريطانية العشرية من فئة العشرين بنسًا (والتي غالبًا ما تختصر إلى 20 بنسًا في الكتابة والكلام) هي فئة من العملات المعدنية الإسترليني بقيمة1⁄5 رطل. مثل عملة 50 بنسًا، فهي عبارة عن منحنى متساوي الأضلاع على شكل سباعي. وقد ظهر على وجه العملة صورة الملكة البريطانية منذ طرحها في الأسواق في 9 يونيو 1982.
اعتبارًا من مارس 2014، كان هناك ما يقدر بنحو 2765 مليون عملة معدنية بقيمة 20 بنسًا قيد التداول، بقيمة اسمية تقدر بـ 553.025 مليون جنيه إسترليني. ومن هذا العدد المقدر، هناك ما بين 50 ألفاً و200 ألف عملة معدنية غير مؤرخة سكت في عام 2008 بعد خلط القوالب الخاصة بالتصميمين القديم والجديد عن طريق الخطأ أثناء عملية السك.
وبعيدًا عن الإصدارات التذكارية المعتادة، لم تسك أي عملات معدنية بقيمة 20 بنسًا للتداول العام في عام 2017. كان ذلك بسبب أن التقديم المتزامن للنسخة الجديدة من عملة الجنيه الإسترليني قد أعاد ما يكفي من عملات العشرين بنسًا (والجنيهين الإسترلينيين) إلى التداول، حيث أفرغ الناس جرار العملات المعدنية في المقام الأول من أجل عملة الجنيه الإسترليني القديمة التي كان من المقرر سحبها.
تعتبر العملات المعدنية من فئة العشرين بنسًا بمثابة عملة قانونية لمبالغ تصل إلى مجموع 10 جنيهات إسترلينية عندما تقدم لسداد دين؛ ومع ذلك، فإن وضع العملة القانونية لا يكون عادةً ذا صلة بالمعاملات اليومية.

## التصميم

### وجه العملة
استخدمت أربعة وجوه مختلفة في عهد الملكة إليزابيث الثانية. على العملات المعدنية التي سكت قبل إعادة التصميم في عام 2008، كان النقش هو ELIZABETH II D.G.REG.F.D. ELIZABETH II D.G.REG.F.D.. العملات المعدنية التي سكت بعد إعادة تصميمها في عام 2008 تحمل أيضًا سنة سكها على الوجه الأمامي.
مثل جميع العملات العشرية الجديدة التي طرحت في عام 1971، ظهرت صورة الملكة إليزابيث الثانية لأرنولد ماشين على الوجه الأمامي حتى عام 1984، حيث ارتدت الملكة تاج "فتيات بريطانيا العظمى وأيرلندا".
بين عامي 1985 و1997، استخدمت صورة رافائيل ماكلوف، حيث ارتدت الملكة تاج الدولة لجورج الرابع.
من عام 1998 إلى عام 2015 استخدمت صورة إيان رانك-برودلي، والتي تتميز مرة أخرى بالتاج، مع علامة توقيع IRB أسفل الصورة.
من عام 2015 إلى عام 2022، حملت العملات المعدنية من فئة 20 بنسًا صورة جودي كلارك.

### الوجه الخلفي
كان الوجه الخلفي الأصلي للعملة، الذي صممه ويليام جاردنر، واستخدم من عام 1982 إلى عام 2008، عبارة عن وردة تيودور متوجة، مع الرقم "20" أسفل الوردة، وعشرين بنسًا فوق الوردة.
في أغسطس 2005، أطلقت دار سك العملة الملكية مسابقة لإيجاد تصميمات جديدة لعكس جميع العملات المعدنية المتداولة باستثناء عملة 2 جنيه إسترليني. وكان الفائز، الذي أُعلن عنه في أبريل 2008، هو ماثيو دنت، الذي إدخلت تصميماته تدريجيًا في العملات البريطانية المتداولة منذ منتصف عام 2008. تصور تصميمات العملات المعدنية من فئة 1 بنس، و2 بنس، و5 بنس، و10 بنس، و20 بنس، و50 بنسًا أقسامًا من الدرع الملكي التي شكلت الدرع بأكمله عند وضعها معًا. كان الدرع بالكامل موجودًا على العملة المعدنية القديمة بقيمة جنيه إسترليني واحد. تصور العملة المعدنية بقيمة 20 بنسًا نقطة التقاء الربعين الثاني والرابع من الدرع، حيث تظهر الأسود الهاربة في اسكتلندا والأسود العابرة في إنجلترا. لم يعد التاريخ يظهر على ظهر العملة، بل إضيفت إلى الوجه، حيث عدلت الحروف بحيث يمكن تضمين التاريخ.
في أكتوبر 2023، قدمت عملة الملك تشارلز الثالث بقيمة عشرين بنسًا؛ ويظهر على ظهر العملة طائر البفن الأطلسي.

## عملة بدون تاريخ
إبلغ عن وجود نسخة غير عادية من العملة المعدنية فئة 20 بنسًا بدون تاريخ في التداول في يونيو 2009، وهي أول عملة بريطانية بدون تاريخ تدخل التداول منذ أكثر من 300 عام. كانت هذه نتيجة إنتاج الميول، أي نسخة من العملة المعدنية ذات مزيج غير قياسي من تصميمات الوجه الأمامي والوجه الخلفي. وقد حدث هذا الخطأ نتيجة لإعادة تصميم العملة المعدنية البريطانية في عام 2008، والتي نقلت التاريخ على عملة 20 بنسًا من الوجه الخلفي إلى الوجه الأمامي (وجه الملكة)، و إنتجت دفعة من العملات المعدنية باستخدام الأدوات الخاصة بوجه التصميم القديم وظهر التصميم الجديد. وقدرت دار السك الملكية أن ما بين 50 ألفاً و200 ألف قطعة من العملة دخلت التداول قبل ملاحظة الخطأ. صرحت دار سك العملة الملكية أن هذه العملات المعدنية كانت بمثابة عملة قانونية، على الرغم من ندرتها، إلا أنهم يتداولوا بأعلى من قيمتها الاسمية من قبل هواة الجمع. بعد الدعاية حول العملات المعدنية، تداولوها في البداية على موقع eBay مقابل عدة آلاف من الجنيهات الإسترلينية، على الرغم من أن المتحدث باسم موقع eBay لم يتمكن من تأكيد ما إذا كانوا بالفعل تداولوا عرض فائز مقبول بقيمة 7100 جنيه إسترليني لعملة واحدة. في يونيو 2011 تداولوها بسعر حوالي 100 جنيه إسترليني.

## سك النقود
عدد العملات المعدنية من فئة العشرين بنسًا التي سكت للتداول حسب السنة
| السنة | الرقم المسكوك | الصورة      | العكس       |
| ----- | ------------- | ----------- | ----------- |
| 1982  | 740,815,000   | ماشين       | غاردنر      |
| 1983  | 158,463,000   | ماشين       | غاردنر      |
| 1984  | 65,350,965    | ماشين       | غاردنر      |
| 1985  | 74,273,699    | مكلوف       | غاردنر      |
| 1986  | 0             | مكلوف       | غاردنر      |
| 1987  | 137,450,000   | مكلوف       | غاردنر      |
| 1988  | 38,038,344    | مكلوف       | غاردنر      |
| 1989  | 132,013,890   | مكلوف       | غاردنر      |
| 1990  | 88,097,500    | مكلوف       | غاردنر      |
| 1991  | 35,901,250    | مكلوف       | غاردنر      |
| 1992  | 31,205,000    | مكلوف       | غاردنر      |
| 1993  | 123,123,750   | مكلوف       | غاردنر      |
| 1994  | 67,131,250    | مكلوف       | غاردنر      |
| 1995  | 102,005,000   | مكلوف       | غاردنر      |
| 1996  | 83,163,750    | مكلوف       | غاردنر      |
| 1997  | 89,518,750    | مكلوف       | غاردنر      |
| 1998  | 76,965,000    | رانك-برودلي | غاردنر      |
| 1999  | 73,478,750    | رانك-برودلي | غاردنر      |
| 2000  | 136,428,750   | رانك-برودلي | غاردنر      |
| 2001  | 148,122,500   | رانك-برودلي | غاردنر      |
| 2002  | 93,360,000    | رانك-برودلي | غاردنر      |
| 2003  | 153,383,750   | رانك-برودلي | غاردنر      |
| 2004  | 120,212,500   | رانك-برودلي | غاردنر      |
| 2005  | 124,488,750   | رانك-برودلي | غاردنر      |
| 2006  | 114,800,000   | رانك-برودلي | غاردنر      |
| 2007  | 117,075,000   | رانك-برودلي | غاردنر      |
| 2008  | 11,900,000    | رانك-برودلي | غاردنر      |
| 2008  | 115,022,000   | رانك-برودلي | دنت         |
| 2009  | 121,625,300   | رانك-برودلي | دنت         |
| 2010  | 112,875,500   | رانك-برودلي | دنت         |
| 2011  | 191,625,000   | رانك-برودلي | دنت         |
| 2012  | 69,650,030    | رانك-برودلي | دنت         |
| 2013  | 66,325,000    | رانك-برودلي | دنت         |
| 2014  | 173,775,000   | رانك-برودلي | دنت         |
| 2015  | 63,175,000    | رانك-برودلي | دنت         |
| 2015  | 131,250,000   | كلارك       | دنت         |
| 2016  | 212,625,000   | كلارك       | دنت         |
| 2017  | 0             | كلارك       | دنت         |
| 2018  | 0             | كلارك       | دنت         |
| 2019  | 125,125,000   | كلارك       | دنت         |
| 2020  | 32,725,000    | كلارك       | دنت         |
| 2021  | 19,600,000    | كلارك       | دنت         |
| 2022  | 42,875,000    | كلارك       | دنت         |
| 2023  | 525,000       | جينينغز     | السك الملكي |

إنتجت مجموعات السك منذ عام 1982؛ حيث تشير المسكوكات في هذا التاريخ أو بعده إلى "0"، وهناك أمثلة موجودة داخل تلك المجموعات.

## روابط خارجية
- دار سك العملة الملكية – تصاميم ومواصفات عملة فئة 20 بنسًا
- عشرون بنسًا، نوع العملة من المملكة المتحدة: نادي العملات على الإنترنت